# Matilda Coxe Stevenson
Matilda Coxe Stevenson (nascuda Evans) (12 de maig del 1849 - 24 de juny del 1915) va ser una antropòloga dels Estats Units. També va escriure sota el sobrenom de Tilly E. Stevenson. Va ser la primera dona contractada com a antropòloga al seu país. També va ser la primera antropòloga dona a estudiar els amerindis de New Mexico. Va ser una pionera de l'ús de la fotografia aplicada a l'etnologia.